# Fifth Third Center (Nashville)
Das Fifth Third Center ist ein Wolkenkratzer in Nashville, Tennessee. Es hat eine Gesamthöhe von 149 m und 31 Etagen und es war für acht Jahre, bis zur Fertigstellung des AT&T Building das höchste Gebäude in Nashville und Tennessee. In dem Gebäude hat die Fifth Third Bank das Hauptquartier für Nashville.